# Ryft Morza Czerwonego
Ryft Morza Czerwonego – ryft stanowiący granicę pomiędzy płytami tektonicznymi Afrykańską i Arabską, które oddalają się od siebie.
Ryft Morza Czerwonego rozciąga się od południowego skraju ryftu Morza Martwego do węzła potrójnego Afar. W dolinie ryftowej leży Morze Czerwone.
Strefa ryftowa zbudowana jest ze skał bazaltowych. Wyspa Dżabal al-Tair, znajdująca się na północny zachód od cieśniny Bab al-Mandab, to stratowulkan Dżabal el-Tair, uaktywniony 30 września 2007, po 124 latach spokoju.